# Chanoine Frères

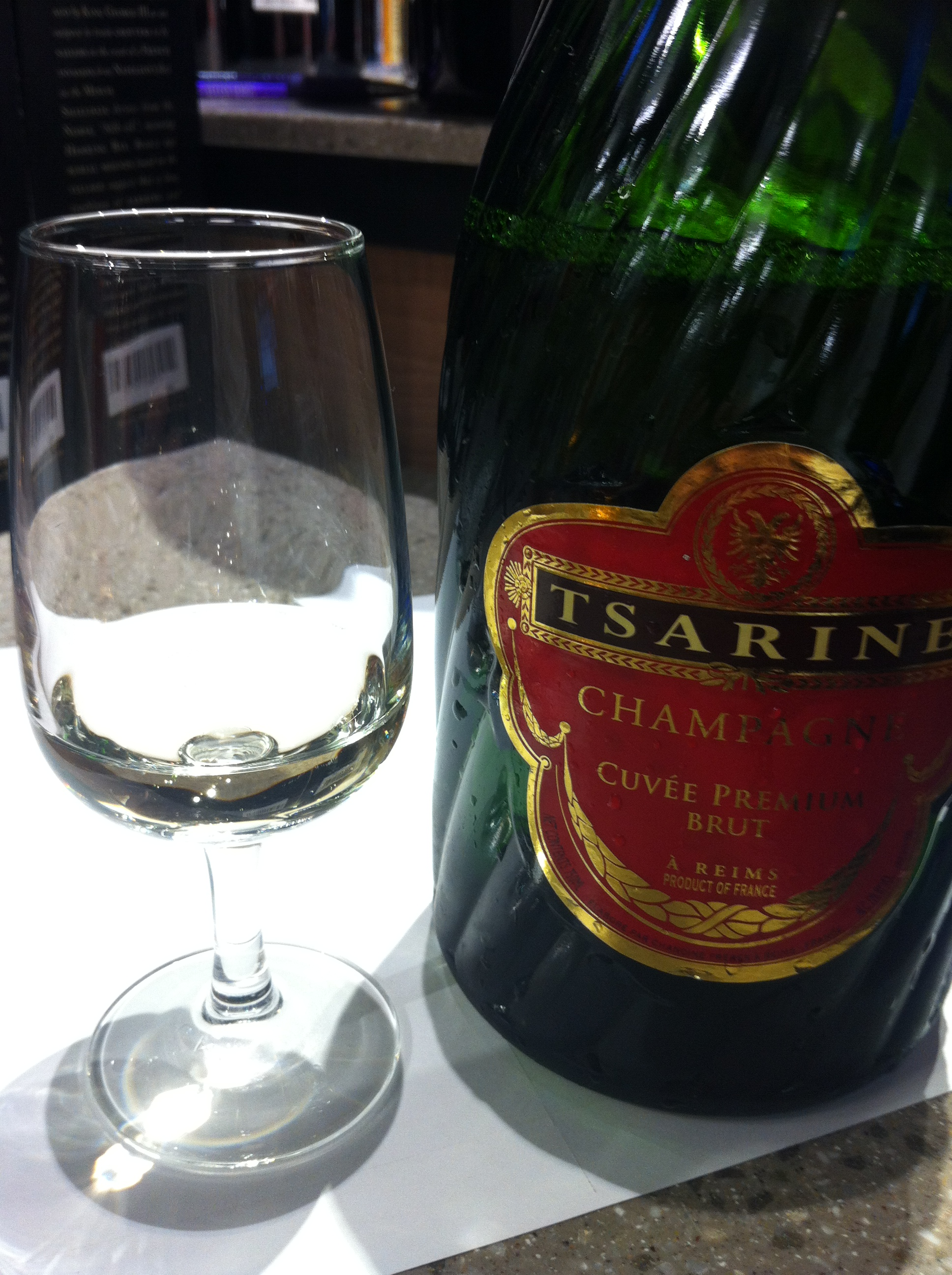
Tsarine brut van het champagnehuis Chanoine Frères

Chanoine Frères is een in 1730 opgericht champagnehuis dat in Epernay is gevestigd. Het bedrijf is deel van de groep Lanson-BCC. De cuvée de prestige is de "Champagne Tsarine".
Het door de broers Jacques-Louis en Jean-Baptiste Chanoine opgerichte bedrijf is het op twee na oudste huis van de Champagne en kreeg in 1730 als eerste vergunning om gangen in de krijtrotsen onder Reims uit te graven.

## Champagnes
Het huis verkoopt zes champagnes:
- De Grande Réserve is geassembleerd uit 70% pinot noir, 15% pinot meunier en 15% chardonnay. De wijn werd verbeterd met wijnen uit de reserve van het huis. De nadruk op gebruik van pinot noir is kenmerkend voor de stijl van de champagnehuizen in Reims. De druiven werden rond Épernay, in de vallei van de Marne en rond Aube geplukt.
- De Millésimé werd gemaakt van druiven van één oogst. Het gaat om dat jaar geplukte chardonnay uit grand-cru-gemeenten van de Côte des Blancs. Deze champagne is daarom een blanc de blancs al staat dat niet op het etiket.
- De Premier Cru is geassembleerd uit 20% wijnen uit de reserves in de kelder en nieuwe wijn. De gebruikte druiven zijn pinot noir en chardonnay in gelijke delen. Alle druiven werden op de Grande Montagne de Reims geplukt.
- De Rosé Brut is een roséchampagne, geassembleerd uit wijnen uit de reserves in de kelder en nieuwe wijn. De gebruikte druiven zijn 35% pinot noir, 10% pinot meunier en 55% chardonnay. Alle druiven werden op de Grande Montagne de Reims geplukt.
- De Blanc de Noirs is geassembleerd uit 60% pinot noir en 40% pinot meunier. Een dergelijke witte wijn uit blauwe (de Fransen zeggen "zwarte") druiven heet een blanc de noirs.
- De Brut tradition is een wijn van pinot noir, pinot meunier en chardonnay. De flessen werden extra lang in de kelders gelagerd om het smaaktype van champagnes uit het verleden te benaderen.

De "Champagne Tsarine" wordt door dit huis als afzonderlijk merk in de handel gebracht. Men verkoopt Cuvée Premium Brut, Brut Rosé, Demi-Sec, Millésimé, Premier Cru, Grand Cru Blanc de Blancs Millésimé en de houtgerijpte Tzarina.